# Острів Вальдта
О́стрів Ва́льдта (рос. Остров Вальдта) — невеликий острів у затоці Петра Великого Японського моря. Знаходиться за 120 м від материка, при вході до бухти Розбійник. Адміністративно належить до Фокінського міського округу Приморського краю Росії.

## Географія
Острів невеликої округлої форми, діаметром 15-17 м. На південь від острова розташовані декілька кекурів. На острові встановлено навігаційний знак. Вершина вкрита трав'янистою рослинністю.